# Liga Nacional Superior de Voleibol (femminile)
La Liga Nacional Superior de Voleibol è la massima serie del campionato peruviano di pallavolo femminile: al torneo partecipano dieci squadre di club peruviane e la squadra vincitrice si fregia del titolo di campione del Perù.

## Albo d'oro
| Anno             | Podio                     | Podio                     | Podio                     |
| Campione         | Seconda                   | Terza                     |                           |
| ---------------- | ------------------------- | ------------------------- | ------------------------- |
| 2002-03 Dettagli | Regatas Lima              | -                         | -                         |
| 2003-04 Dettagli | Circolo Sportivo Italiano | -                         | -                         |
| 2004-05 Dettagli | Regatas Lima              | Deportivo Géminis         | Circolo Sportivo Italiano |
| 2005-06 Dettagli | Regatas Lima              | Deportivo Géminis         | -                         |
| 2006-07 Dettagli | Regatas Lima              | Latino Amisa              | Camino de Vida            |
| 2007-08 Dettagli | Deportivo Géminis         | Regatas Lima              | Circolo Sportivo Italiano |
| 2008-09 Dettagli | Circolo Sportivo Italiano | Deportivo Géminis         | Latino Amisa              |
| 2009-10 Dettagli | Deportivo Géminis         | Regatas Lima              | Divino Maestro            |
| 2010-11 Dettagli | Divino Maestro            | Deportivo Géminis         | César Vallejo             |
| 2011-12 Dettagli | Deportivo Géminis         | San Martín                | Divino Maestro            |
| 2012-13 Dettagli | César Vallejo             | San Martín                | Sporting Cristal          |
| 2013-14 Dettagli | San Martín                | Sporting Cristal          | César Vallejo             |
| 2014-15 Dettagli | San Martín                | Deportivo Géminis         | César Vallejo             |
| 2015-16 Dettagli | San Martín                | Regatas Lima              | Deportivo Géminis         |
| 2016-17 Dettagli | Regatas Lima              | San Martín                | Deportivo Géminis         |
| 2017-18 Dettagli | San Martín                | Deportivo Jaamsa          | Regatas Lima              |
| 2018-19 Dettagli | San Martín                | Circolo Sportivo Italiano | Deportivo Jaamsa          |

## Palmarès
| Squadra                   | Titolo | Stagione                                    |
| ------------------------- | ------ | ------------------------------------------- |
| Regatas Lima              | 5      | 2002-03, 2004-05, 2005-06, 2006-07, 2016-17 |
| San Martín                | 5      | 2013-14, 2014-15, 2015-16, 2017-18, 2018-19 |
| Deportivo Géminis         | 3      | 2007-08, 2009-10, 2011-12                   |
| Circolo Sportivo Italiano | 2      | 2003-04, 2008-09                            |
| Divino Maestro            | 1      | 2010-11                                     |
| César Vallejo             | 1      | 2012-13                                     |